# Veveyse
Veveyse (Frans: District de la Veveyse, Duits: Vivisbach) is een van de zeven districten van het Zwitserse kanton Fribourg.
Tot het district Veveyse behoren 9 gemeenten:
| Gemeentenaam       | Inwoners (1.1.2003) | Opp. in km² |
| ------------------ | ------------------- | ----------- |
| Attalens           | 2316                | 9,82        |
| Bossonnens         | 1074                | 4,09        |
| Châtel-Saint-Denis | 4692                | 47,90       |
| Granges            | 630                 | 4,46        |
| La Verrerie        | 924                 | 13,42       |
| Le Flon            | 859                 | 9,54        |
| Remaufens          | 776                 | 5,89        |
| Saint-Martin       | 850                 | 8,75        |
| Semsales           | 1013                | 29,39       |

Broye · Glâne · Gruyère/Greyerz · Sarine/Saane · See/Lac · Sense/Singine · Veveyse/Vivisbach